# Grande Prémio de Literatura Biográfica
O Grande Prémio de Literatura Biográfica é um prémio literário instituído pela Associação Portuguesa de Escritores e patrocinada pela Câmara Municipal de Castelo Branco.

O prémio é entregue a uma obra em português, de autor português, publicada em livro e em primeira edição no biénio anterior ao da sua entrega, nas modalidades de biografia, autobiografia, diário, memórias. Foi criado em 1995 e tem o valor pecuniário de 5.000 euros. 

## Vencedores
- 1995 – Teresa Saavedra com Memória das Doze Casas
- 1996 – Eduardo Prado Coelho com Tudo O Que Não Escrevi
- 1997 – Norberto Ferreira da Cunha com Génese e Evolução do Ideário de Abel Salazar
- 1999 – Cristóvão de Aguiar com Relação de Bordo I (1964-1988): Diário ou Nem Tanto ou Talvez Muito Mais, I
- 2007 – João Bigotte Chorão com Diário Quase Completo
- 2009 – A. Campos Matos com Eça de Queirós: Uma Biografia
- 2011 – José Rentes de Carvalho com Tempo Contado
- 2013 – Eugénio Lisboa com Acta Est Fabula: Memórias
- 2016 – Marcello Duarte Mathias com Diário da Abuxarda 2007-2014
- 2019 – Joel Neto com A Vida no Campo